# 納拉伊夫卡 (加利奇區)
49°13′38″N 24°46′38″E / 49.22722°N 24.77722°E
納拉伊夫卡（烏克蘭語：Нараївка），是烏克蘭西部的村莊，隸屬伊萬諾-弗蘭科夫斯克州的伊萬諾-弗蘭科夫斯克區。該村面積9.3平方公里，2001年人口564，人口密度每平方公里60.7人。